# Diachlorus xynus
Diachlorus xynus är en tvåvingeart som beskrevs av David Fairchild 1972. Diachlorus xynus ingår i släktet Diachlorus och familjen bromsar.
Artens utbredningsområde är Peru. Inga underarter finns listade i Catalogue of Life.